# Godwit Glacier
Godwit Glacier är en glaciär i Antarktis. Den ligger i Östantarktis. Nya Zeeland gör anspråk på området. Godwit Glacier ligger 1 622 meter över havet.
Terrängen runt Godwit Glacier är kuperad åt sydost, men åt nordväst är den bergig. Trakten är obefolkad. Det finns inga samhällen i närheten. 